# Cidade Velha (Košice)
A Cidade Velha (eslovaco: Staré Mesto) é um bairro de Košice, a segunda maior cidade da Eslováquia. Está situado no distrito de Košice I, na região de Košice. Tem 4,34 km² de área e sua população em 2018 foi estimada em 20.698 habitantes.